# DDR-Oberliga 1982-1983
L'edizione 1982-83 della DDR-Oberliga è stato il trentaseiesimo campionato calcistico di massimo livello in Germania Est.

## Avvenimenti
Il torneo prese avvio il 21 agosto 1982: con tre turni a punteggio pieno i campioni in carica della Dinamo Berlino si portarono subito in vetta alla classifica, per poi incappare in una serie di tre pareggi consecutivi che lasciarono il via libera al Carl Zeiss Jena. Riguadagnata la vetta della classifica all'ottava giornata, la Dinamo Berlino dette il via alla fuga: dopo aver concluso il girone di andata con tre punti di vantaggio sul Lokomotive Lipsia, la capolista, grazie anche ai risultati favorevoli negli scontri diretti, aumentò notevolmente il distacco sulle altre concorrenti arrivando a quattro giornate dal termine con dieci punti di vantaggio sulla seconda classificata, il Carl Zeiss Jena.
Più aspra fu la lotta per i posti in zona UEFA: se il Carl Zeiss Jena e il Vorwärts Francoforte riuscirono a strappare il biglietto per l'Europa con una giornata di anticipo, il Lokomotive Lipsia dovette subire il ritorno del Rot-Weiß Erfurt che fu però sfavorito dalla peggior differenza reti nei confronti degli avversari. A fondo classifica retrocesse con un turno di anticipo il Chemie Böhlen, che accompagnò in DDR-Liga il Sachsenring Zwickau, da tempo giacente sul fondo.

## Classifica finale
|  |     | DDR-Oberliga 1982-83 | Pt | G  | V  | N | P  | GF | GS | DR  |
|  | --- | -------------------- | -- | -- | -- | - | -- | -- | -- | --- |
|  | 1.  | BFC Dynamo           | 46 | 26 | 20 | 6 | 0  | 72 | 22 | +50 |
|  | 2.  | Vorwärts Francoforte | 34 | 26 | 13 | 8 | 5  | 56 | 29 | +27 |
|  | 3.  | Carl Zeiss Jena      | 34 | 26 | 15 | 4 | 7  | 46 | 29 | +17 |
|  | 4.  | Lokomotive Lipsia    | 31 | 26 | 12 | 7 | 7  | 45 | 27 | +18 |
|  | 5.  | Rot-Weiß Erfurt      | 31 | 26 | 11 | 9 | 6  | 45 | 37 | +8  |
|  | 6.  | Magdeburgo           | 29 | 26 | 10 | 9 | 7  | 52 | 32 | +20 |
|  | 7.  | Dinamo Dresda        | 29 | 26 | 12 | 5 | 9  | 51 | 43 | +8  |
|  | 8.  | Hansa Rostock        | 28 | 26 | 11 | 6 | 9  | 38 | 40 | -2  |
|  | 9.  | Karl-Marx-Stadt      | 26 | 26 | 10 | 6 | 10 | 41 | 41 | 0   |
|  | 10. | Wismut Aue           | 20 | 26 | 6  | 8 | 12 | 30 | 45 | -15 |
|  | 11. | Hallescher           | 17 | 26 | 5  | 7 | 14 | 41 | 53 | -8  |
|  | 12. | Union Berlino        | 17 | 26 | 5  | 7 | 14 | 23 | 50 | -27 |
|  | 13. | Chemie Böhlen        | 13 | 26 | 4  | 5 | 17 | 31 | 80 | -49 |
|  | 14. | Sachsenring Zwickau  | 9  | 26 | 2  | 5 | 19 | 21 | 64 | -43 |

### Verdetti
- Dinamo Berlino campione della Germania Est 1982-83. Qualificato in Coppa dei Campioni 1983-84.
- Magdeburgo qualificato in Coppa delle Coppe 1983-84
- Vorwärts Francoforte, Carl Zeiss Jena e Lokomotive Lipsia qualificate in Coppa UEFA 1983-84
- Chemie Böhlen e Sachsenring Zwickau retrocesse in DDR-Liga.

## Record

### Capoliste solitarie
- 3ª-4ª giornata:  BFC Dynamo
- 6ª-7ª giornata:  Carl Zeiss Jena
- 8ª-26ª giornata:  BFC Dynamo

### Club
- Maggior numero di vittorie:  BFC Dynamo (20)
- Minor numero di sconfitte:   BFC Dynamo (0)
- Migliore attacco:  BFC Dynamo (72 reti fatte)
- Miglior difesa:  BFC Dynamo (22 reti subite)
- Miglior differenza reti:  BFC Dynamo (+50)
- Maggior numero di pareggi:  Rot-Weiß Erfurt e  Magdeburgo (9)
- Minor numero di pareggi:  Carl Zeiss Jena (4)
- Maggior numero di sconfitte:  Sachsenring Zwickau (19)
- Minor numero di vittorie:  Sachsenring Zwickau (2)
- Peggior attacco:  Sachsenring Zwickau (21 reti fatte)
- Peggior difesa:  Chemie Böhlen (80 reti subite)
- Peggior differenza reti:  Chemie Böhlen (-49)

### Classifica cannonieri
|  | Gol | Marcatore            | Squadra              |
|  | --- | -------------------- | -------------------- |
|  | 19  | Joachim Streich      | Magdeburgo           |
|  | 17  | Ralf Minge           | Dinamo Dresda        |
|  | 16  | Frieder Andrich      | Vorwärts Francoforte |
|  | 16  | Hans-Jürgen Riediger | BFC Dynamo           |
|  | 13  | Klaus Havenstein     | Chemie Böhlen        |
|  | 13  | Rüdiger Schnuphase   | Carl Zeiss Jena      |